# Peckia ingens
Peckia ingens är en tvåvingeart som först beskrevs av Walker 1849.  Peckia ingens ingår i släktet Peckia och familjen köttflugor. Inga underarter finns listade i Catalogue of Life.